# Кагарлицька вулиця (Київ)
Кагарли́цька ву́лиця — зникла вулиця, що існувала у Святошинському районі (на той час — Ленінградському) міста Києва, місцевість Новобіличі. Пролягала від Рубежівської до Олевської вулиці.
Прилучалися вулиці Рахманінова і Клавдіївська.

## Історія
Вулиця виникла в середині XX століття під назвою 405-та Нова. Назву Кагарлицька вулиця набула 1953 року. Ліквідована 1961 року (повторне рішення — 1977 року).